# Forças de Operações Especiais Iraquianas
Forças de Operações Especiais Iraquianas (em inglês: Iraqi Special Operations Forces, ou ISOF) (em árabe: قوات العمليات الخاصة العراقية), chamada também de Divisão Dourada, são a principal unidade de forças especiais do Iraque criada após a invasão de 2003. Dirigido pelo Comando de serviço contra-terrorismo iraquiano (Jihaz Mukafahah al-Irhab), possui três brigadas em atividade. Seus combatentes são treinados pela Coalizão internacional, especialmente pelos Estados Unidos, e são fortemente armados e disciplinados. Ao contrário de outras unidades do exército iraquiano, a Divisão Dourada não sofre com sectarismo religioso ou étnico em suas fileiras.

## Galeria

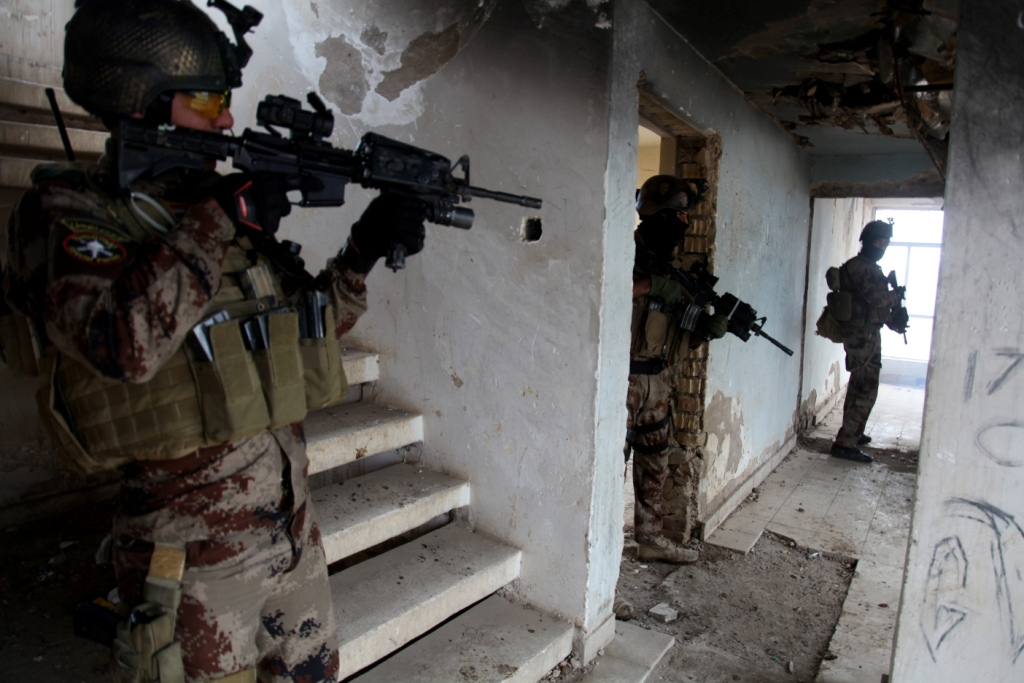
Forças especiais iraquianas durante treinamento, em 2011
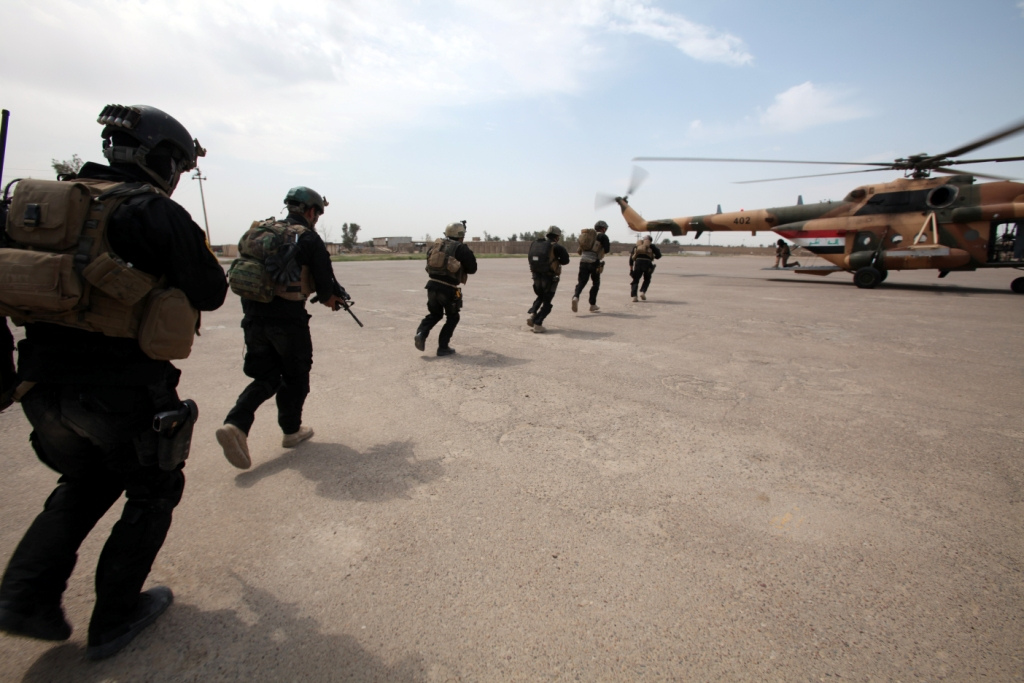
Militares do Iraque em treinamento
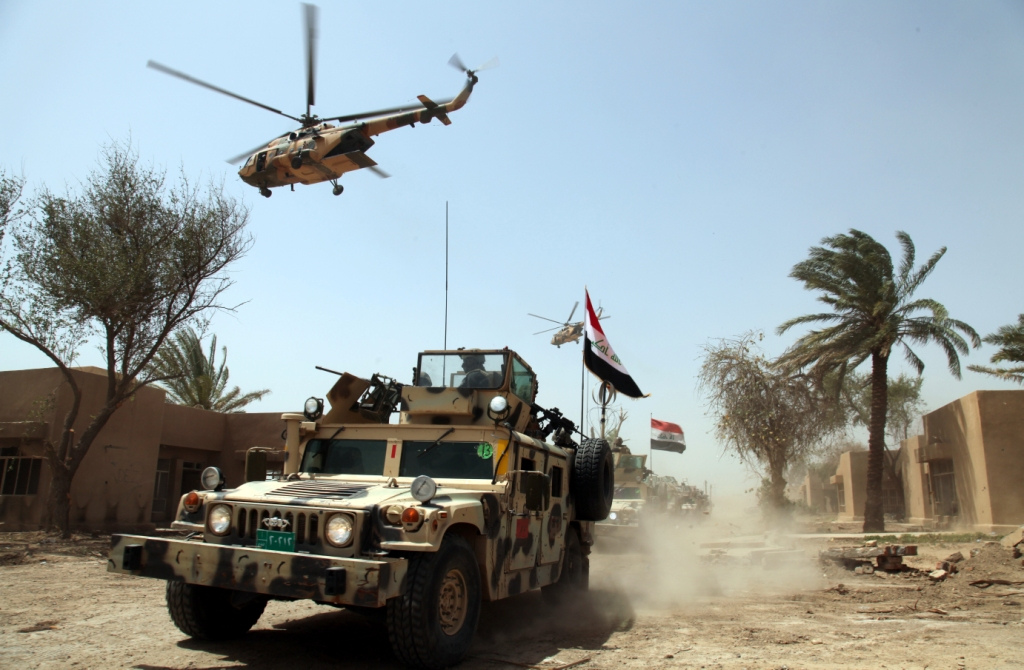
Forças especiais iraquianas em ação
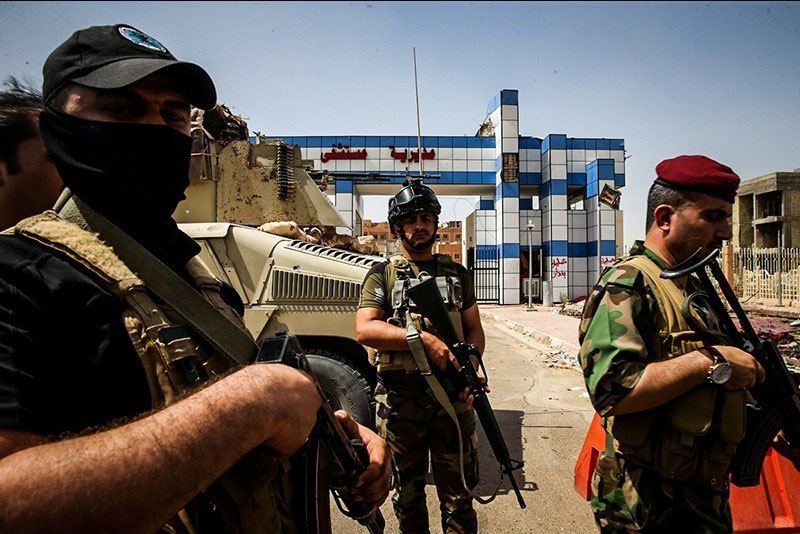
Militares iraquianos em Faluja
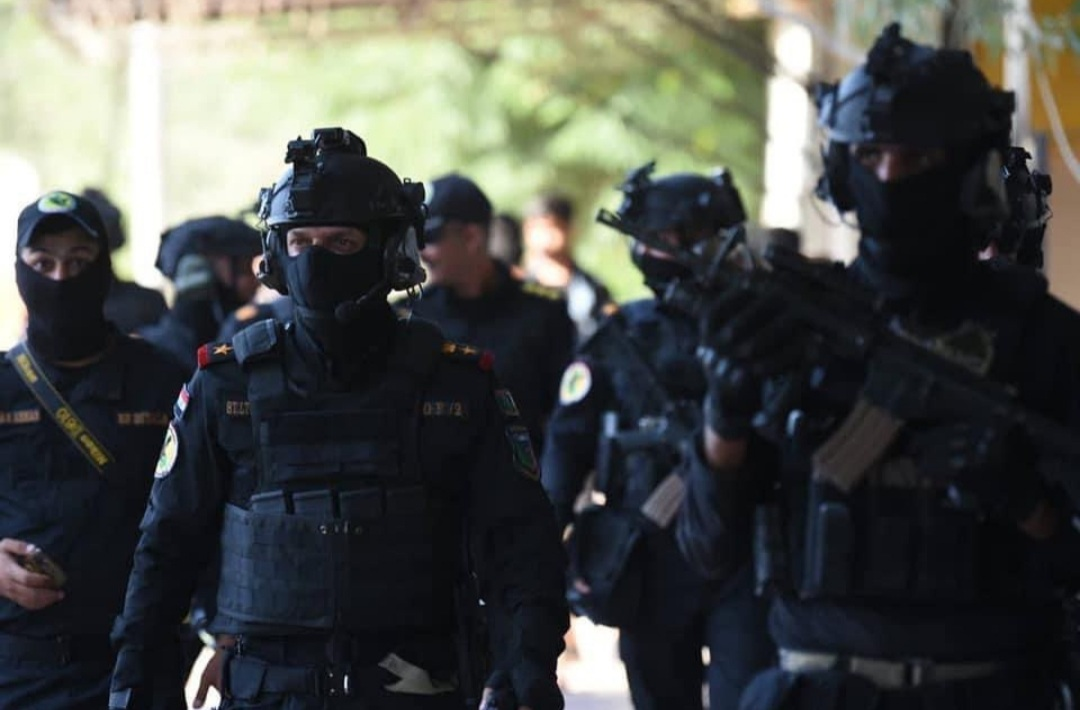
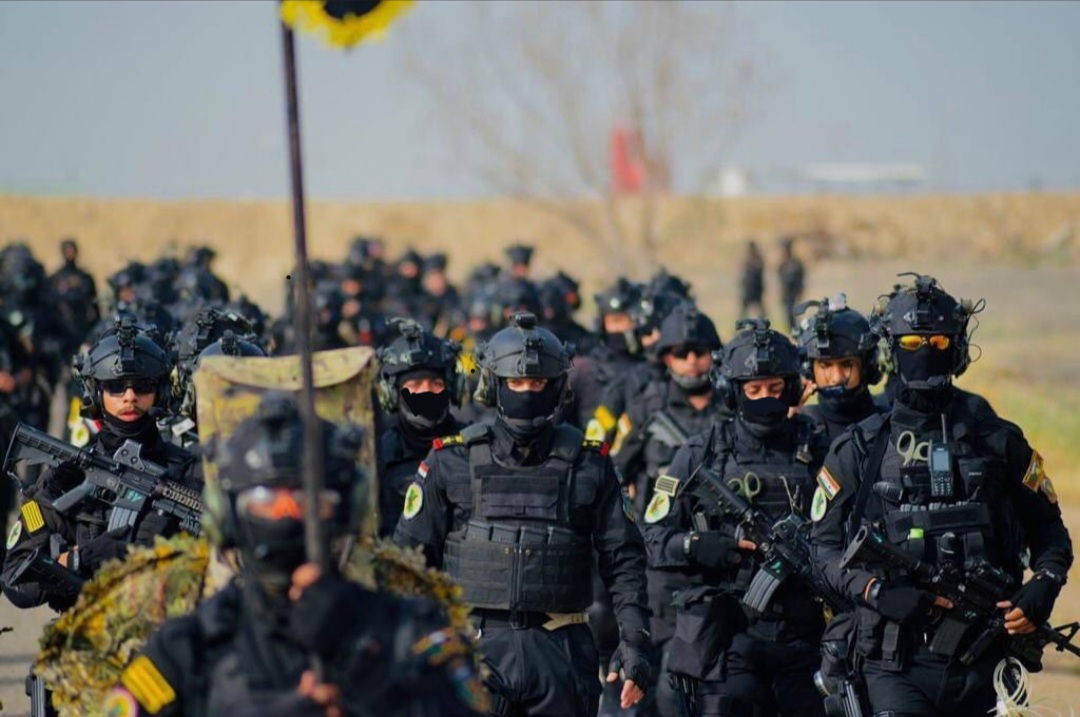
Forças especiais do Iraque durante marcha
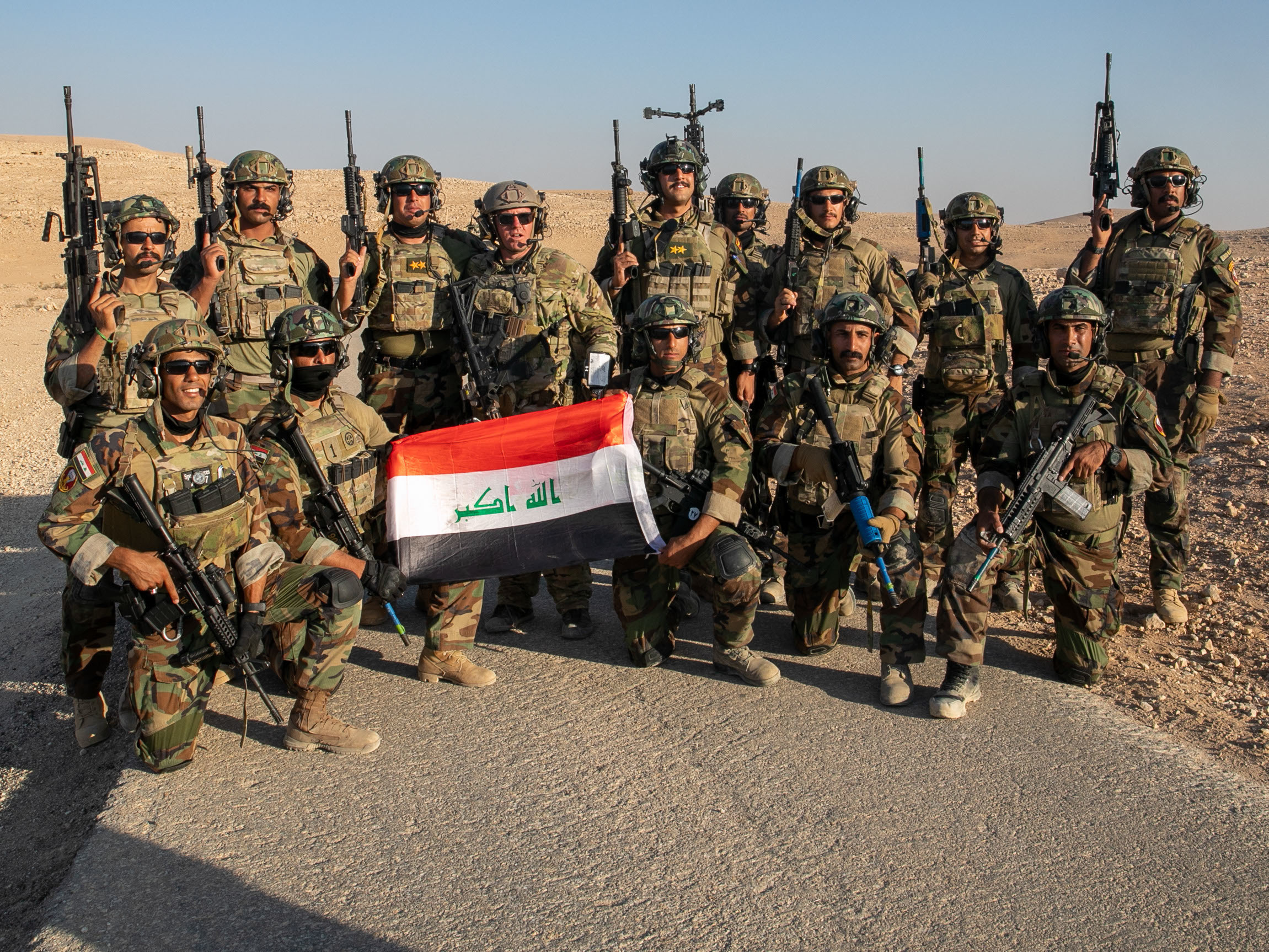
Operadores do ISOF segurando uma bandeira do Iraque
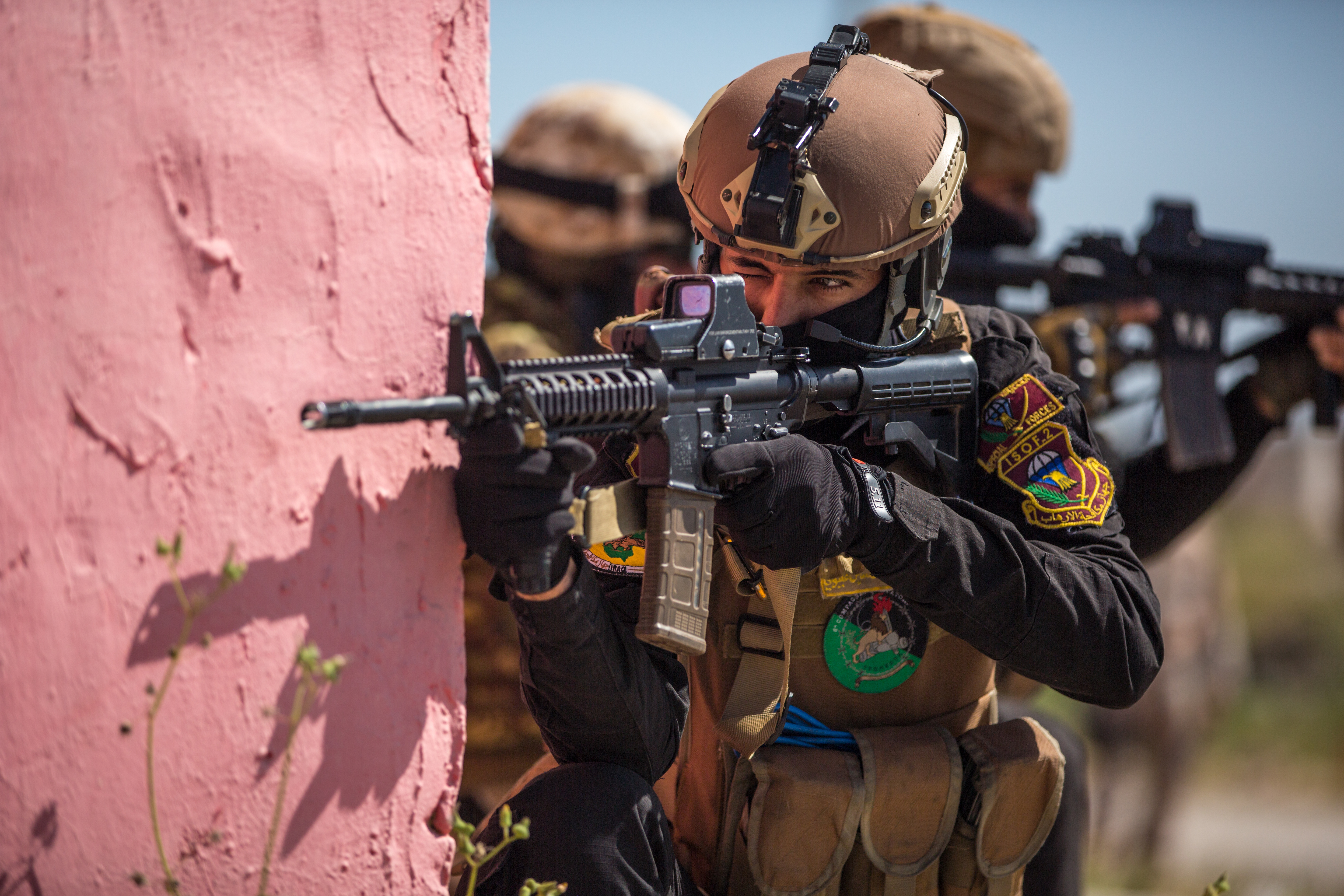
Militar do ISOF segurando uma M4A1
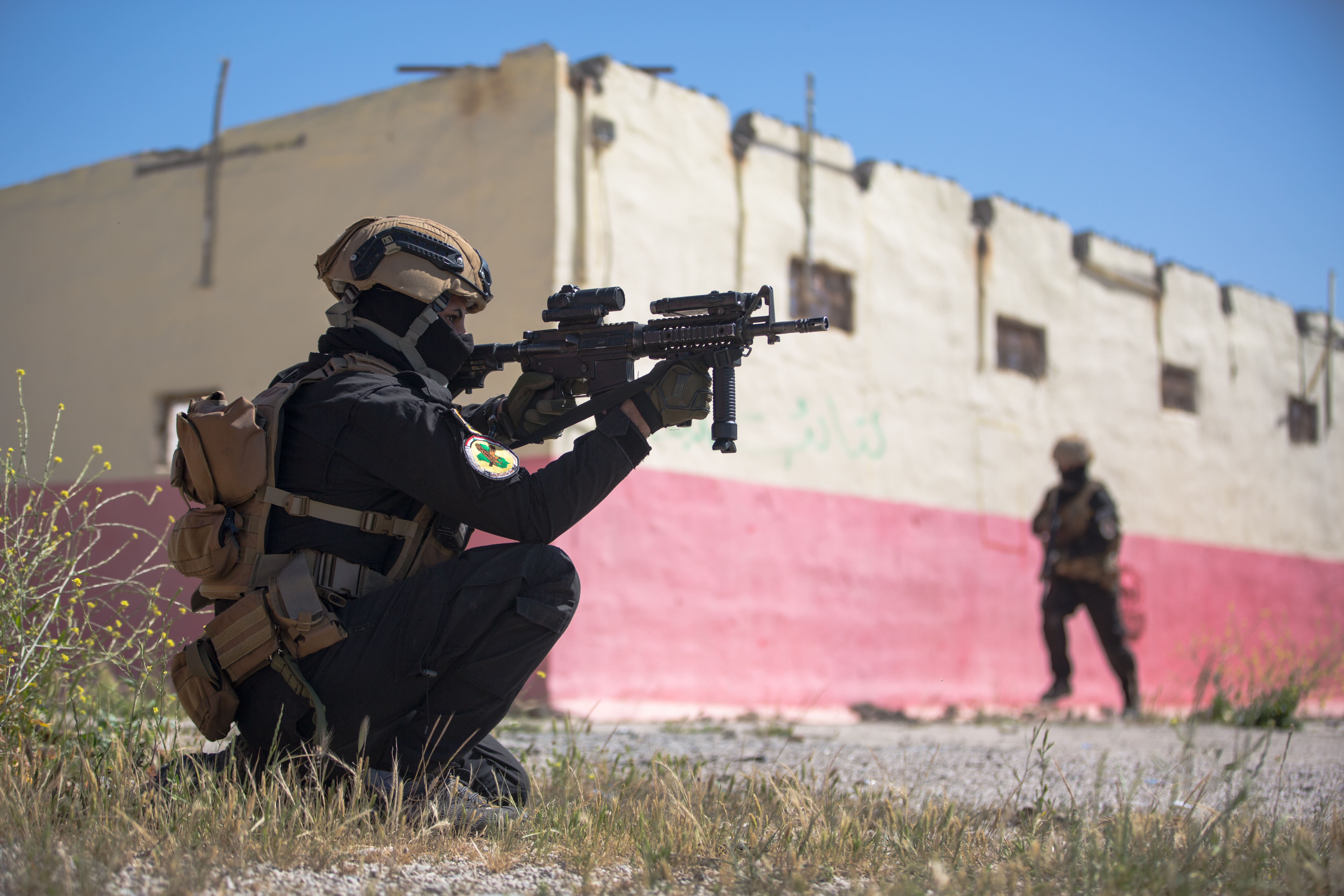
Militar do ISOF durante treinamento
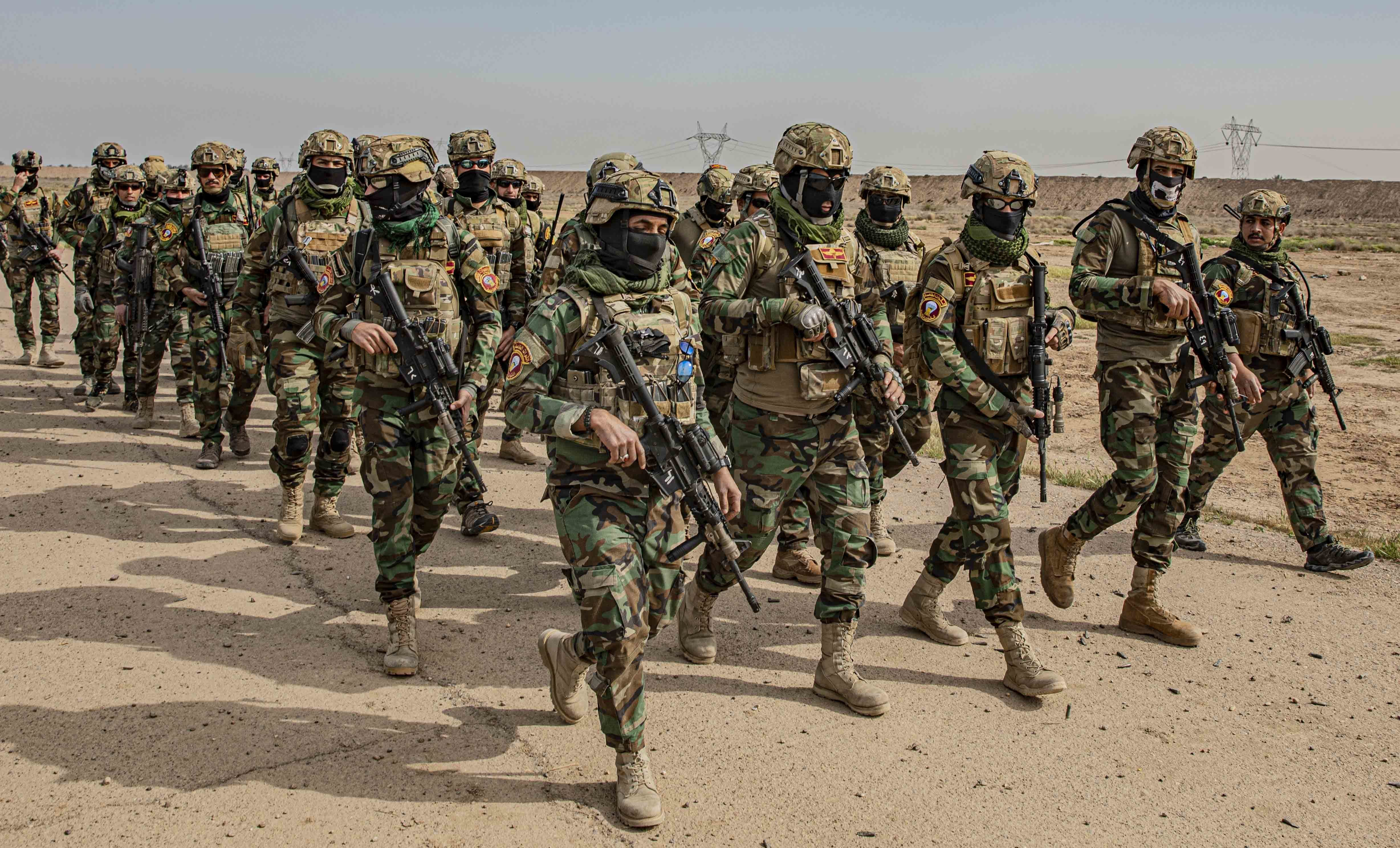
Operadores do ISOF equipados com o M4 e camuflagens M81 Woodland